# Exotica (genere musicale)
L'exotica è un genere musicale divenuto popolare durante gli anni cinquanta e sessanta.

## Storia
L'album Ritual of the Savage (Le Sacre du Sauvage) di Les Baxter, pubblicato nel 1952, è considerato una pietra miliare dell'exotica. Oltre a presentare esuberanti arrangiamenti orchestrali accostati a ritmi tribali, contiene alcuni brani divenuti classici del genere (Quiet Village, Jungle River Boat, Love Dance, e Stone God). Durante gli anni cinquanta, Baxter pubblicò alcuni brani che contribuirono, in un secondo momento, ad affermare il genere. Essi includono Tamboo! (1956), Caribbean Moonlight (1956), Ports of Pleasure (1957), e The Sacred Idol (1960). I musicisti dai quali Baxter trasse ispirazione furono Ravel e Stravinsky.
Nel 1957 Martin Denny realizzò una cover del brano Quiet Village di Baxter, adoperando versi di uccelli esotici e vibrafoni che sostituivano le sezioni d'archi della traccia originale. La versione di Denny raggiunse la seconda posizione delle classifiche di Billboard, mentre l'album che la conteneva, Exotica, raggiunse la prima. Presto gli sviluppi delle nuove tecnologie stereo avrebbero influito nelle produzioni di importanti musicisti exotica quali Juan García Esquivel ed Arthur Lyman.
Grazie all'aumento della popolarità dell'exotica, venne successivamente pubblicato un grande numero di dischi di quel genere. Molte delle produzioni uscite in questo periodo includono cover (soprattutto di Baxter) oppure variazioni di standard di musica leggera ed hawaiana. Queste pubblicazioni includono Exotica di Ted Auletta, Exotic Percussion di Stanley Black and his Orchestra, Orienta di Gerald Fried, Taboo e Taboo 2 di Arthur Lyman e The Sounds of Exotic Island dei The Surfmen. Nonostante ciò, alcuni compositori pubblicarono materiale originale che include Voodoo di Robert Drasnin, Africana di Chaino, Pagan Festival di Dominic Frontiere And His Orchestra, e White Goddess di Frank Hunter.
Dopo aver goduto di un discreto successo lungo la prima metà degli anni sessanta, l'exotica subì un notevole calò di popolarità che rimase inalterato fino alla metà degli novanta, periodo in cui avvenne il revival del genere.

## Caratteristiche
Questa musica, il cui etimo indica un "surrogato tropicale", tende ad imitare o rievocare la musica oceanica (di luoghi quali Polinesia, Melanesia, Micronesia, sud-est asiatico e, soprattutto, Hawaii) pur non essendo tradizionale di quei luoghi. Uno degli esponenti del genere, Martin Denny, la definì "una combinazione di Oceania e oriente... quello che, secondo l'immaginazione di molte persone, sarebbero le isole... è tuttavia pura fantasia".
L'exotica fa generalmente affidamento su una considerevole varietà di strumenti anche insoliti: conga, bongo, vibrafoni, gong birmani ed indonesiani, canne di bamboo usate come percussioni e altri. Il genere riproduce inoltre suoni animaleschi che rievocano i pericoli della giungla, mentre viene dedicato poco spazio ai testi.